# Bretford
Bretford est un petit village du Warwickshire, en Angleterre.
Avec Brandon (Warwickshire), à proximité, il fait partie d'une paroisse civile et commune de Brandon et Bretford. Administrativement, il fait partie du borough de Rugby. 

## Localisation
Bretford est situé à environ 8 km à l'ouest de Rugby et à 12,1 km à l'est-sud-est de Coventry, à la jonction de la route A428 (Coventry – Rugby) et de l'ancienne Fosse Way. Les deux routes convergent ponctuellement à Bretford, où elles traversent la rivière Avon sur un pont en pierre à cinq arches juste au sud du village. Le pont est un bâtiment classé Grade II. Il est trop étroit pour une circulation à double sens et est contrôlé par des feux de circulation.

## Histoire
Le nom du village, enregistré pour la première fois vers 1100, est dérivé du vieil anglais bred ford, signifiant « le gué en planches »; Probablement en référence à une passerelle en planches ou à un poteau marquant le gué sur la rivière Avon, avant l'existance du pont. La voie romaine d'origine,  Fosse Way, a été détournée vers l'ouest au Moyen Âge jusqu'à son point de passage actuel. La première mention du pont date de 1279. Il aurait subi des dommages pendant la guerre civile anglaise, après quoi il fut entièrement réparé en 1653. Le pont a été en grande partie reconstruit au XVIIIe siècle selon la conception médiévale originale.
Au Moyen Âge, Bretford était considérablement plus important qu'il ne l'est aujourd'hui ; il a été fondé comme Ville de marché (Market town) en 1227 par le seigneur du manoir, Jean de Verdon. C'était également le site d'une léproserie. Après la peste noire au 14ème siècle, Bretford tomba en déclin et ne s'en remit jamais. Le hameau se compose désormais d'une vingtaine de maisons, d'un pub appelé Queen's Head, d'une ferme, d'une petite salle des fêtes et du pont sur l'Avon .
Pendant la Seconde Guerre mondiale, un site de leurre lumineux a été établi à environ 1 km au nord-ouest de Bretford, conçu pour inciter les bombardiers allemands à larguer leurs bombes sans danger sur des champs au mauvais endroit, plutôt que sur leur cible prévue, Coventry, à proximité.

## Galerie

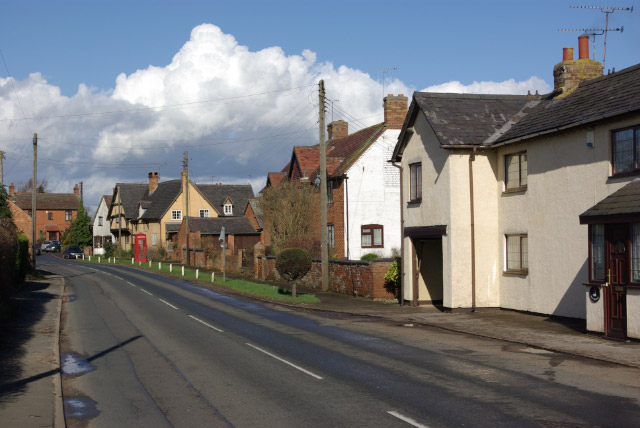
Bretford.
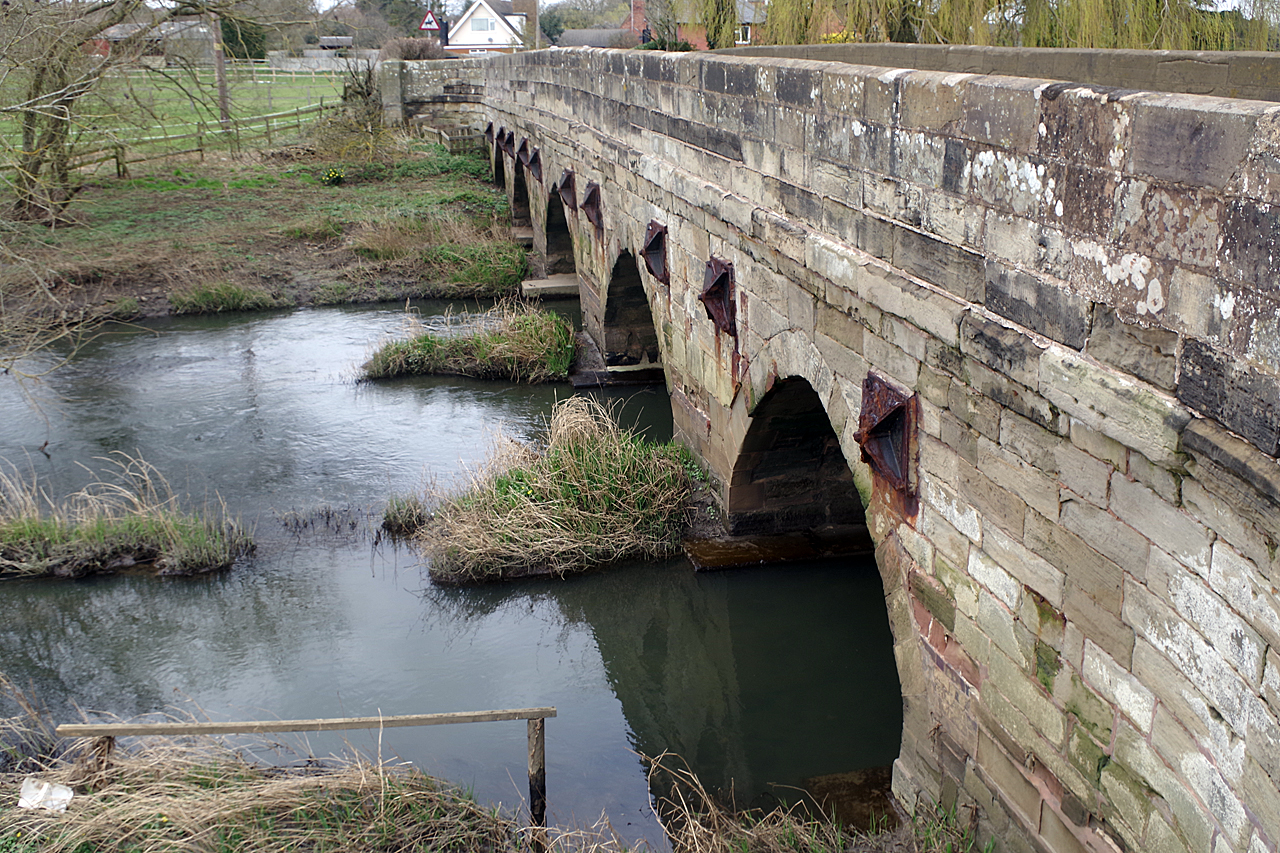
Pont sur l'Avon.
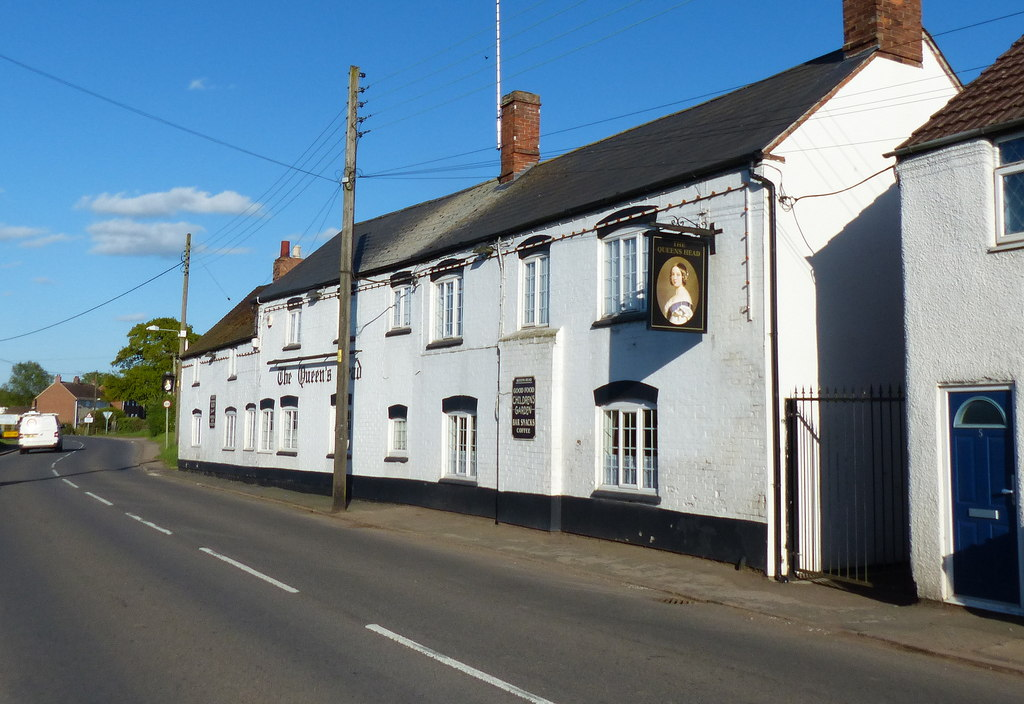
Le Queens Head à Bretford.